# Península da Malásia

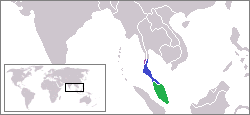
Península da Malásia.

A península da Malásia, península Malaia ou península de Malaca (conhecida em língua malaia como Tanah Melayu) é uma grande península do sudeste asiático. É alongada, com uma posição aproximada norte-sul e a sua extremidade – onde se encontra a ilha de Singapura - é o ponto mais austral da Ásia continental separado de Sumatra pelo estreito de Malaca. A sua região mais estreita é o istmo de Kra.
A península da Malásia está dividida politicamente do seguinte modo:
- Myanmar: na região noroeste;
- Tailândia: na região central e nordeste;
- Malásia: a maior parte da região sul;
- Singapura: a extremidade sul.